# Баксан
Баксан (рус. Баксан) град је у Русији у Кабардино-Балкарији.

## Историја
Баксану је 1960. године припојено село Стараја Крепост.

## Становништво
| 1939. | 1959. | 1970.  | 1979.  | 1989.  | 2002.  | 2010.  |
| ----- | ----- | ------ | ------ | ------ | ------ | ------ |
| 3.805 | 3.583 | 18.443 | 21.843 | 28.767 | 35.805 | 36.857 |